# Giovanni Domenico Santorini
Giovanni Domenico Santorini noto anche come Gian Domenico e Giandomenico (Venezia, 6 giugno 1681 – 7 maggio 1737) è stato un anatomista italiano, ricordato per i suoi studi di dissezione anatomica del corpo umano.
Nativo di Venezia, si laureò a Pisa nel 1701.
Santorini si dedicò agli studi medici sotto la guida del medico veneziano Francesco Delfino, che lo introdusse alla pratica clinica presso lo ‘Spedaletto’.
Dal 1705 al 1728 eseguì dimostrazioni e dissezioni anatomiche a Venezia, dove lavorò prevalentemente. I suoi scritti più importanti sono Observationes anatomicae del 1724, uno studio dettagliato ed illustrato da disegnatori anatomici, riguardante gli aspetti anatomici del corpo umano. Tra i suoi allievi diretti il figlio Pietro (1709-1763) che gli successe nella carica di protomedico. Santorini fu in contatto con Giovanni Battista Morgagni.  Attraverso i suoi studi è stato il primo a descrivere diverse strutture anatomiche, incluso:
- cartilagine di Santorini: la cartilagine corniculare della laringe
- conca di Santorini: la conca nasale superiore (turbinati)
- dotto di Santorini: dotto accessorio del pancreas
- fissura del Santorini: fenditura verticale della parte anteriore del meato acustico esterno
- caruncola minore di Santorini: apertura del dotto pancreatico accessorio nel duodeno
- muscolo di Santorini: fascio di fibre muscolari che disegnano lateralmente l'angolo della bocca
- vena di Santorini: vena che passa attraverso il forame parietale e si collega al seno sagittale superiore con le vene del cuoio capelluto
- plesso di Santorini: plesso di vene situato nel cavo prevescicale del Retzius.

## Opere

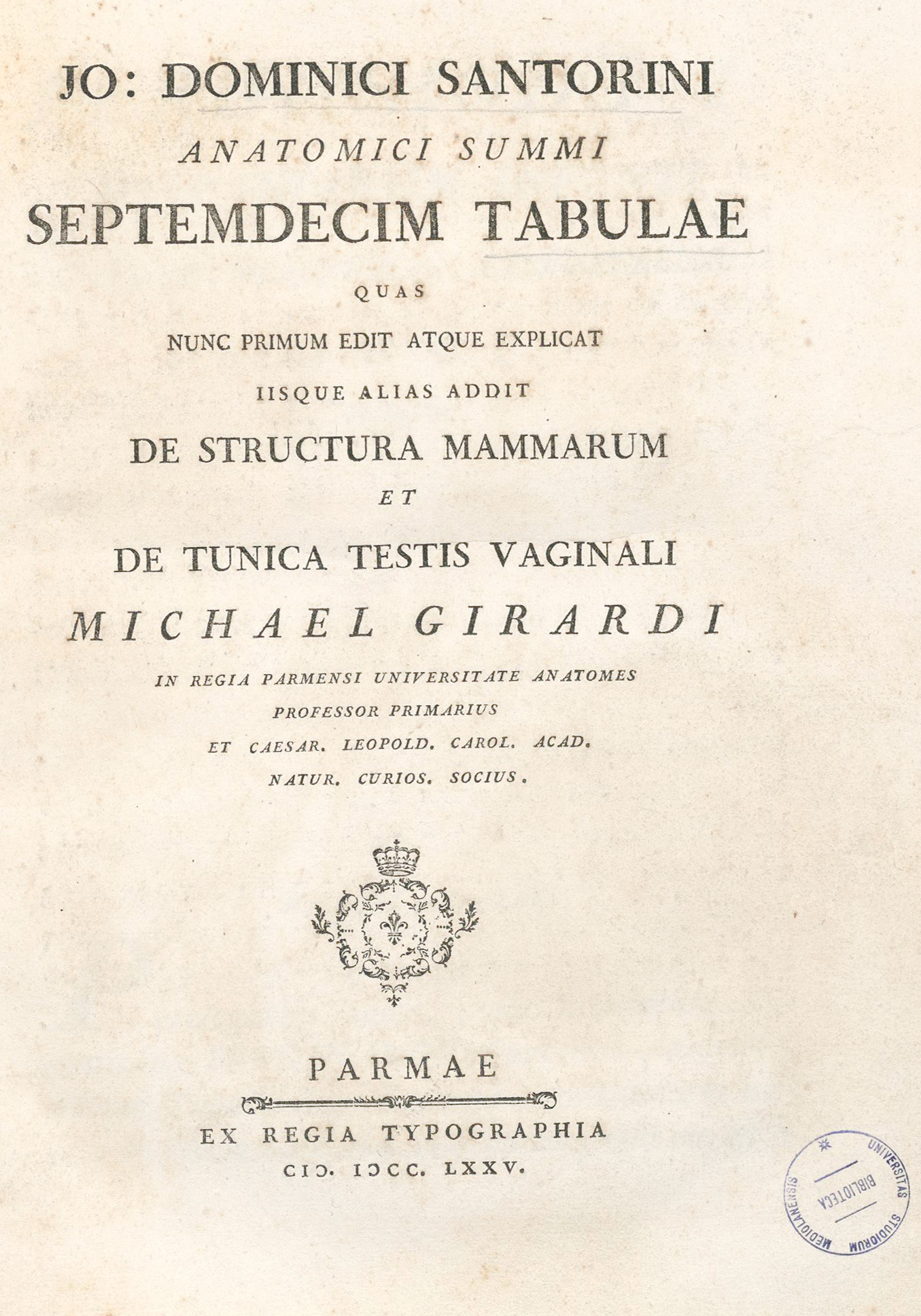
Septendecim tabulae, 1775

- (LA) Septendecim tabulae, Parma, Stamperia Reale, 1775.